# Gouvernement Fouad Siniora (1)
Pour les articles homonymes, voir Gouvernement Fouad Siniora.
Voici la liste du gouvernement libanais formé par Fouad Siniora, le 19 juillet 2005 après de longues tractations.
À l'exception du bloc parlementaire du général Michel Aoun, l'ensemble des courants politiques et religieux issus des élections de mai-juin 2005 est représenté.
L'opposition au Liban considère le gouvernement Siniora non légitime, puisqu'il ne représente plus toutes les communautés libanaises, point qui est mentionné dans la constitution.
Le ministre chrétien Yacoub Sarraf et tous les ministres chiites démissionnent le 11 novembre 2006. Fouad Siniora forme un nouveau gouvernement le 11 juillet 2008.

## Maronites
- Jihad Azour, Finance
- Charles Rizk (ancien pro-Lahoud), Justice
- Nayla Moawad (pro-Kornet Chehwane), Affaires sociales
- Pierre Gemayel Jr (pro-Kataeb) (décédé dans un attentat (fusillade) le 21 novembre 2006), Industrie
- Joseph Sarkis  (pro-Forces libanaises), Tourisme

## Orthodoxes
- Tarek Mitri (neutre), Culture
- Yacoub Sarraf (pro-Lahoud), Environnement
- Elias Murr (pro-Lahoud), Défense

## Grecs catholiques
- Michel Pharaon (pro-Hariri), Ministre d'État
- Nehmé Tohmé (pro-Joumblatt), Ministre des déplacés

## Arméniens
- Jean Oghassabian (pro-Hariri), Réforme administrative

## Protestant
- Sami Haddad (neutre), Économie et commerce

## Sunnites
- Hassan Sabeh (pro-Hariri), Intérieur (démissionnaire le 5 février 2006 mais sa démission ne fut pas approuvée par le gouvernement),
- Khaled Kabbani (pro-Hariri), Éducation,
- Mohammad Safadi (Bloc Tripolitain), Travaux Publics et Transport,
- Ahmad Fatfat (pro-Hariri), Jeunesse et Sport, (puis Intérieur le 5 février 2006),
- Fouad Siniora (pro-Hariri), Président du Conseil.

## Chiites
- Faouzi Salloukh (n'appartient pas à un parti politique mais a été préapprouvé par le Hezbollah), Affaires étrangères,
- Mohammad Fneich (pro-Hezbollah), Énergie et Eau,
- Trad Hamadé (pro-Hezbollah), Travail,
- Mohammed Jawad Khalifé (pro-Amal), Santé,
- Talal Sahili (pro-Amal), Agriculture.

N.B: Tous les ministres chiites précédents ont démissionné le 11 novembre 2006.

## Druzes
- Marwan Hamadé (pro-Joumblatt), Télécommunications,
- Ghazi Aridi (pro-Joumblatt), Information.